# Nothocissus sterculiifolia
Nothocissus sterculiifolia är en vinväxtart som först beskrevs av F. Müll. och George Bentham, och fick sitt nu gällande namn av Latiff. Nothocissus sterculiifolia ingår i släktet Nothocissus och familjen vinväxter. Inga underarter finns listade i Catalogue of Life.